# Crassier
Crassier är en ort och  kommun i distriktet Nyon i kantonen Vaud, Schweiz. Kommunen har 1 277 invånare (2023).
Orten Crassier ligger vid gränsen till Frankrike.